# Derby del Sole
El derby del Sole (en español, Clásico del sol), conocido también como derby del Sud (en español, derbi del sur, aunque con este apelativo se designan a veces muchos otros encuentros), es un encuentro de fútbol entre dos equipos italianos, la Roma y el Napoli, los dos primeros equipos de la Italia centro-meridional admitidos en el Direttorio Divisioni Superiori (equivalente al actual Lega Serie A), en la temporada 1926-27: la primera con los equipos Alba y Fortitudo, que tras la fusión de 1927 con el Roman Football Club crearon la Roma, la segunda bajo el nombre de Associazione Calcio Napoli.
Este apelativo se usaba en particular en los partidos entre estos dos equipos durante los años setenta y ochenta, cuando las aficiones de la Roma y del Napoli estaban hermanadas. Con la ruptura del hermanamiento entre las aficiones el 25 de octubre de 1987, el derbi perdió su significado original, transformándose en un encuentro marcado a menudo por conflictos entre los dos equipos y sus respectivas aficiones.

## Historia
Roma, Napoli y Lazio fueron los tres equipos que representaron en la Divisione Nazionale 1927-1928 a la Italia central y meridional en un campeonato dominado por equipos del norte del país. Los tres equipos aspiraban a obtener buenos resultados, sobre todo después de la actividad veraniega del Napoli para reforzar la plantilla y la fusión que había creado la Roma, pero a pesar de esto ninguno de los dos consiguió acceder a la ronda final; los equipos excluidos de esta última ronda participaron en la Coppa CONI 1928, competición en la que tuvo lugar el primer derbi del sole entre Roma y Napoli.
El encuentro se disputó el 8 de abril de 1928 en el Motovelodromo Appio, durante la primera jornada del torneo. Gontrano Innocenti marcó inmediatamente para los napolitanos, pero al final del primer tiempo los goles de Fasanelli y Cappa dieron la vuelta al resultado. Al inicio de la segunda parte el azzurro De Martino se lesionó, dejando a su equipo con diez hombres; esto permitió a la Roma tomar el control del partido y, gracias a otros dos goles de Fasanelli, terminar el primer encuentro entre los dos equipos con un 4-1 para los locales, que se adjudicaron el primer derbi del sole. En el partido de vuelta, jugado con la Roma firmemente primera en la clasificación, fue dominado por el Napoli, que ganó 2-0 con goles de Ghisi y Zoccola, victoria obstaculizada solo por las intervenciones del defensa giallorosso Ballante, que evitó una derrota más abultada.
Tras un amistoso invernal que ganó 3-0 la Roma, y tras ser incluidos en dos grupos distintos en la Divisione Nazionale 1928-1929, los dos equipos participaron en el primer campeonato italiano con el formato de liguilla única, la Serie A 1929-1930. El primer derbi del sole en la máxima división del campeonato se disputó el 10 de noviembre de 1929 en Roma y terminó en empate: tras el gol de Ludueña que adelantó a la Roma, Vojak anotó dos goles que remontaron el partido para el Napoli; el gol de Volk igualó el encuentro en la segunda parte. El partido, además, de ser el primero en la Serie A, se recuerda por un episodio particular: en el minuto 35 del primer tiempo, con la Roma ganando 1-0, el azzurro Fenilli tiró un potente remate que rompió la red defendida por el portero de la Roma, pero el árbitro que no se dio cuenta de esto y, entre las protestas de los napolitanos, ordenó saque de puerta. El mismo director deportivo de la Roma, Vincenzo Biancone, admitió el hecho, y añadió que en medio de la confusión el joven Balilla Lombardi remendó la red, quien años después jugará con la Roma. En el partido de vuelta en Nápoles los dos equipos también se repartieron los puntos en juego, terminando con el resultado de 1-1.
El partido de ida de la temporada 1930-1931, disputado en la capital, se caracterizó por un claro predominio de los locales, que ganaron 3-1, mientras que en las gradas se registaron enfrentamientos leves. En Nápoles fue el equipo partenopeo quien, buscando la salvación, derrotó con un contundente 3-0 al equipo de la capital.

## Lista de resultados
| Temporada | Fecha        | Resultado         | Goleadores | Estadio                        | Competición      |
| --------- | ------------ | ----------------- | --- | ------------------------------ | ---------------- |
| 1928-1929 | 8 abr. 1928  | Roma - Napoli 4-1 | 8' Innocenti II (N), 34' Fasanelli (R), 42' Cappa (R), 69' Fasanelli (R), 74' Fasanelli (R)                                                    | Mot. Appio                     | Coppa CONI       |
| 1928-1929 | 24 jun. 1928 | Napoli - Roma 2-0 | 10' Ghisi, 53' Zoccola | S. Militare dell'Arenaccia     | Coppa CONI       |
| 1928-1929 | 2 dic. 1928  | Roma - Napoli 3-0 | Fasanelli, Volk, Bossi | Stadio Olimpico                | Amistoso         |
| 1929-1930 | 10 nov. 1929 | Roma - Napoli 2-2 | 6' Ludueña (R), 35' Vojak (N), 41' Vojak (N), 62' Volk (R)                                                                                     | Stadio Olimpico                | Serie A          |
| 1929-1930 | 13 abr. 1930 | Napoli - Roma 1-1 | 15' Bernardini (R), 33' Vojak (N) | Stadio Collana                 | Serie A          |
| 1930-1931 | 19 oct. 1930 | Roma - Napoli 3-1 | 17' Lombardo (R), 58' Fasanelli (R), 71' Tansini (R), 85' Vojak (N)                                                                            | Stadio Olimpico                | Serie A          |
| 1930-1931 | 8 mar. 1931  | Napoli - Roma 3-0 | 2' Mihalic, 46' Mihalic, 55' Sallustro | Stadio Partenopeo              | Serie A          |
| 1931-1932 | 29 nov. 1931 | Roma - Napoli 1-0 | 26' Bernardini | Stadio Olimpico                | Serie A          |
| 1931-1932 | 24 abr. 1932 | Napoli - Roma 1-0 | 10' Sallustro | Stadio Partenopeo              | Serie A          |
| 1932-1933 | 18 dic. 1932 | Napoli - Roma 1-2 | 46' Eusebio (R), 47' Vojak (N), 68' Volk (R)                                                                                                   | Stadio Partenopeo              | Serie A          |
| 1932-1933 | 25 may. 1933 | Roma - Napoli 1-1 | 43' Gravisi (N), 65' Fasanelli (R) | Stadio Olimpico                | Serie A          |
| 1933-1934 | 19 nov. 1933 | Napoli - Roma 1-2 | 8' Vincenzi (N) (pp.), 61' Guaita (R), 66' Colombari (N)                                                                                       | Stadio Collana                 | Serie A          |
| 1933-1934 | 8 abr. 1934  | Roma - Napoli 1-2 | 5' Scopelli (R), 28' Vojak (N), 40' Rossetti (N)                                                                                               | Stadio Olimpico                | Serie A          |
| 1934-1935 | 14 oct. 1934 | Napoli - Roma 3-2 | 12' Ferraris (N), 41' Scopelli (R), 47' Glovi (N), 55' Rossetti (N), 69' Scaramelli (R)                                                        | Stadio Partenopeo              | Serie A          |
| 1934-1935 | 3 mar. 1935  | Roma - Napoli 4-0 | 12' Scaramelli, 20' Guaita, 35' Guaita, 41' Guaita                                                                                             | Stadio Olimpico                | Serie A          |
| 1935-1936 | 6 oct. 1935  | Roma - Napoli 1-0 | 55' Gadaldi | Stadio Olimpico                | Serie A          |
| 1935-1936 | 9 feb. 1936  | Napoli - Roma 1-2 | 5' Di Benedetti (R), 22' Venditto (N), 23' Tomasi (R)                                                                                          | Stadio Partenopeo              | Serie A          |
| 1936-1937 | 13 sep. 1936 | Napoli - Roma 0-0 | | Stadio Partenopeo              | Serie A          |
| 1936-1937 | 17 ene. 1937 | Roma - Napoli 1-0 | 56' D'Alberto | Stadio Olimpico                | Serie A          |
| 1936-1937 | 20 may. 1937 | Napoli - Roma 0-1 | 9' Mazzoni |                                | Coppa Italia     |
| 1937-1938 | 26 sep. 1937 | Roma - Napoli 2-1 | 49' Michelini (R), 69' Gerbi (N), 81' Mascheroni (R)                                                                                           | Stadio Olimpico                | Serie A          |
| 1937-1938 | 26 dic. 1937 | Napoli - Roma 4-2 | 1' Borsetti (R), 18' Rocco (N), 60' Michelini (R), 63' Mian (N), 98' Biagi (N), 100' Buscaglia (N, pen.)                                       |                                | Coppa Italia     |
| 1937-1938 | 30 ene. 1938 | Napoli - Roma 2-2 | 9' Borsetti (R), 47' Mascheroni (R), 67' Frisoni (R, pp.), 73' Venditto (N)                                                                    | Stadio Partenopeo              | Serie A          |
| 1938-1939 | 11 sep. 1938 | Napoli - Roma 0-0 | |                                | Amistoso         |
| 1938-1939 | 13 nov. 1938 | Roma - Napoli 2-2 | 32' Biagi (N), 43' Biagi (N), 50' Serantoni (R), 72' Subinaghi (R)                                                                             | Stadio Olimpico                | Serie A          |
| 1938-1939 | 19 mar. 1939 | Napoli - Roma 1-0 | 16' Paone | Stadio Partenopeo              | Serie A          |
| 1938-1939 | 4 jun. 1939  | Napoli - Roma 2-1 | 25' Gerbi (N), 68' Piccini (N), 80' Coscia (R)                                                                                                 |                                | Amistoso         |
| 1938-1939 | 8 jun. 1939  | Roma - Napoli 4-0 | 5' Bernardini, 15' Borsetti, 18' Borsetti, 48' Borsetti                                                                                        |                                | Amistoso         |
| 1939-1940 | 8 oct. 1939  | Napoli - Roma 0-1 | 64' Subinaghi |                                | Serie A          |
| 1939-1940 | 11 feb. 1940 | Roma - Napoli 1-0 | 42' Pantó | Stadio Olimpico                | Serie A          |
| 1940-1941 | 22 dic. 1940 | Napoli - Roma 2-1 | 25' Rosellini (N), 53' Borsetti (R, pen.), 76' Quario (N)                                                                                      |                                | Serie A          |
| 1940-1941 | 30 ene. 1938 | Roma - Napoli 2-2 | 18' Coscia (R), 24' Pretto (N, pp.), 45' Barrera (N), 69' Busani (N)                                                                           | Stadio Olimpico                | Serie A          |
| 1941-1942 | 5 oct. 1941  | Napoli - Roma 1-1 | 19' Coscia (R), 68' Venditto (N) |                                | Amistoso         |
| 1941-1942 | 26 oct. 1941 | Roma - Napoli 5-1 | 13' Di Pasquale (R), 20' Coscia (R, pen.), 37' Dugini (N), 42' Amadei (R), 85' Amadei (R), 88' Amadei (R)                                      |                                | Serie A          |
| 1941-1942 | 15 feb. 1942 | Napoli - Roma 1-1 | 30' Amadei (R), 67' Verrina (N) |                                | Serie A          |
| 1944-1945 | 24 sep. 1944 | Napoli - Roma 1-2 | 6' Krieziu (R), 30' Forlivesi (R), 85' Pretto (N, pen.)                                                                                        |                                | Amistoso         |
| 1944-1945 | 8 oct. 1944  | Roma - Napoli 2-2 | 12' Busani (N), 34' Lombardi (R), 41' Krieziu (R), 61' Rosellini (N)                                                                           |                                | Amistoso         |
| 1945-1946 | 16 dic. 1945 | Roma - Napoli 0-0 | | Stadio Nazionale               | Serie Centro-Sud |
| 1945-1946 | 17 mar. 1946 | Napoli - Roma 1-1 | 39' Andreolo (R), 50' Dagianti (N) |                                | Serie Centro-Sud |
| 1945-1946 | 26 may. 1946 | Napoli - Roma 2-1 | 8' Barbieri (N), 16' Amadei (R), 39' Barbieri (N)                                                                                              |                                | Div. Nazionale   |
| 1945-1946 | 14 jul. 1946 | Roma - Napoli 2-0 | 17' Dagianti, 23' Krieziu | Stadio Nazionale               | Div. Nazionale   |
| 1946-1947 | 19 ene. 1947 | Roma - Napoli 0-0 | | Stadio Nazionale               | Serie A          |
| 1946-1947 | 22 jun. 1947 | Napoli - Roma 0-3 | 42' Salar, 52' Krieziu, 67' Krieziu | S. della Liberazione           | Serie A          |
| 1947-1948 | 21 dic. 1947 | Napoli - Roma 1-2 | 48' Pesaola (R), 56' Verrina (N), 89' Pesaola (R)                                                                                              |                                | Serie A          |
| 1947-1948 | 9 may. 1948  | Roma - Napoli 1-0 | 40' Amadei | Stadio Nazionale               | Serie A          |
| 1950-1951 | 19 nov. 1950 | Roma - Napoli 0-0 | |                                | Serie A          |
| 1950-1951 | 1° abr. 1951 | Napoli - Roma 0-0 | |                                | Serie A          |
| 1952-1953 | 4 ene. 1953  | Roma - Napoli 5-2 | 30' Sundqvist (R), Bronée (R), 51' Azimonti (R, pp.), 68' Bartoletto (R), 76' Galli (R), 83' Galli (R), Jeppson (N)                            |                                | Serie A          |
| 1952-1953 | 10 may. 1953 | Napoli - Roma 0-0 | |                                | Serie A          |
| 1953-1954 | 27 dic. 1953 | Roma - Napoli 0-0 | |                                | Serie A          |
| 1953-1954 | 9 may. 1954  | Napoli - Roma 1-0 | Amadei (N) |                                | Serie A          |
| 1954-1955 | 29 ago. 1954 | Napoli - Roma 4-2 | ? |                                | Amistoso         |
| 1954-1955 | 24 oct. 1954 | Roma - Napoli 0-0 | |                                | Serie A          |
| 1954-1955 | 13 mar. 1955 | Napoli - Roma 2-0 | 39' Jeppson, 89' Golin |                                | Serie A          |
| 1955-1956 | 4 sep. 1955  | Roma - Napoli 1-2 | 37' Galli (R), 40' Vinício (N), 79' Stucchi (R, pp.)                                                                                           | Stadio Olimpico                | Amistoso         |
| 1955-1956 | 23 oct. 1955 | Napoli - Roma 1-1 | 17' Castelli (N), 81' Galli (R) |                                | Serie A          |
| 1955-1956 | 18 mar. 1956 | Roma - Napoli 2-1 | 18' Nyers (R), 44' Posio (N), 61' da Costa (R)                                                                                                 |                                | Serie A          |
| 1956-1957 | 30 dic. 1956 | Roma - Napoli 1-3 | Vitali (N), Vinício (N), da Costa (R), Vinício (N)                                                                                             |                                | Serie A          |
| 1956-1957 | 16 mar. 1957 | Napoli - Roma 1-2 | 36' Brugola (N), 61' da Costa (R), 63' da Costa (R)                                                                                            |                                | Serie A          |
| 1957-1958 | 17 nov. 1957 | Napoli - Roma 0-0 | |                                | Serie A          |
| 1957-1958 | 13 abr. 1958 | Roma - Napoli 0-2 | 10' Di Giacomo, 46' Vinício |                                | Serie A          |
| 1957-1958 | 8 jun. 1958  | Napoli - Roma 0-2 | 58' Menegotti, 89' Morbello |                                | Coppa Italia     |
| 1957-1958 | 1 jul. 1958  | Roma - Napoli 2-1 | 80' da Costa (R), 82' Orlando (R), 84' Molinari (R, pp.)                                                                                       |                                | Coppa Italia     |
| 1958-1959 | 16 nov. 1958 | Napoli - Roma 3-0 | Vinício, Del Vecchio, Del Vecchio |                                | Serie A          |
| 1958-1959 | 29 mar. 1959 | Roma - Napoli 8-0 | 6' Lojodice, 8' Pestrin, 12' da Costa, 22' da Costa, 62' da Costa, 65' Selmosson, 75' Pestrin, 88' Selmosson                                   |                                | Serie A          |
| 1959-1960 | 24 ene. 1960 | Roma - Napoli 3-0 | Castellazzi, Selmosson, David |                                | Serie A          |
| 1959-1960 | 29 may. 1960 | Napoli - Roma 1-0 | 10' Del Vecchio (pen.) |                                | Serie A          |
| 1960-1961 | 18 sep. 1960 | Napoli - Roma 1-2 | Lojacono (R) |                                | Coppa Italia     |
| 1960-1961 | 23 oct. 1960 | Napoli - Roma 3-2 | 4' Lojacono (R), 8' Di Giacomo (N), 29' Manfredini (R), 38' Del Vecchio (N), 74' Pivatelli (N)                                                 | Stadio San Paolo               | Serie A          |
| 1960-1961 | 5 mar. 1961  | Roma - Napoli 2-0 | 48' Lojacono, 80' Pestrin | Stadio Olimpico                | Serie A          |
| 1961-1962 | 1° may. 1962 | Roma - Napoli 0-1 | 66' Corelli |                                | Coppa Italia     |
| 1962-1963 | 16 sep. 1962 | Roma - Napoli 3-0 | 11' Menichelli, 19' Jonsson, 41' Jonsson |                                | Serie A          |
| 1962-1963 | 20 ene. 1963 | Napoli - Roma 3-3 | 41' Manfredini (R), 48' Manfredini (R, pen.), 70' Corelli (N, pen.), 72' Manfredini (R), 73' Corelli (N, pen.), 78' Fraschini (N)              |                                | Serie A          |
| 1964-1965 | 5 may. 1965  | Napoli - Roma 1-2 | 14' De Sisti (R), 57' Salvori (R), 72' Canè (N)                                                                                                |                                | Coppa Italia     |
| 1965-1966 | 24 oct. 1965 | Roma - Napoli 0-0 | |                                | Serie A          |
| 1965-1966 | 13 mar. 1966 | Napoli - Roma 1-0 | 82' Canè |                                | Serie A          |
| 1966-1967 | 2 oct. 1966  | Roma - Napoli 0-2 | 5' Braca, 78' Sivori |                                | Serie A          |
| 1966-1967 | 12 feb. 1967 | Napoli - Roma 2-0 | 21' Altafini, 86' Altafini (pen.) |                                | Serie A          |
| 1967-1968 | 1° oct. 1967 | Roma - Napoli 2-1 | 7' Peirò (R), 34' Peirò (R), 48' Barison (N)                                                                                                   |                                | Serie A          |
| 1967-1968 | 28 ene. 1968 | Napoli - Roma 2-0 | 15' Altafini, 89' Altafini (pen.) |                                | Serie A          |
| 1968-1969 | 27 oct. 1968 | Napoli - Roma 0-0 | |                                | Serie A          |
| 1968-1969 | 23 feb. 1969 | Roma - Napoli 0-0 | |                                | Serie A          |
| 1969-1970 | 12 oct. 1969 | Napoli - Roma 0-0 | |                                | Serie A          |
| 1969-1970 | 8 feb. 1970  | Roma - Napoli 2-1 | 1' Salvori (R), 60' Cappellini (R), 85' Altafini (N)                                                                                           |                                | Serie A          |
| 1970-1971 | 3 ene. 1971  | Roma - Napoli 2-2 | 11' Hamrin (N), 41' Ghio (N), 74' Del Sol (R), 83' Liguori (R)                                                                                 |                                | Serie A          |
| 1970-1971 | 25 abr. 1971 | Napoli - Roma 1-2 | 11' Sormani (N), 29' Cappellini (R), 60' Salvori (R)                                                                                           |                                | Serie A          |
| 1971-1972 | 12 dic. 1971 | Napoli - Roma 4-0 | 41' Esposito, 59' Altafini, 65' Esposito, 68' Pogliana                                                                                         |                                | Serie A          |
| 1971-1972 | 2 abr. 1972  | Roma - Napoli 1-0 | 59' Cappellini |                                | Serie A          |
| 1972-1973 | 20 oct. 1972 | Roma - Napoli 1-0 | 35' Scaratti | Stadio Olimpico                | Serie A          |
| 1972-1973 | 18 feb. 1973 | Napoli - Roma 1-0 | 22' Damiani |                                | Serie A          |
| 1973-1974 | 2 dic. 1973  | Roma - Napoli 0-1 | 38' Braglia |                                | Serie A          |
| 1973-1974 | 24 mar. 1974 | Napoli - Roma 1-1 | 62' Juliano (N), 77' Orazi (R) |                                | Serie A          |
| 1974-1975 | 13 oct. 1974 | Roma - Napoli 0-0 | |                                | Serie A          |
| 1974-1975 | 9 feb. 1975  | Napoli - Roma 2-0 | 12' Rampanti , 70' Braglia |                                | Serie A          |
| 1974-1975 | 29 may. 1975 | Roma - Napoli 0-0 | |                                | Coppa Italia     |
| 1974-1975 | 19 jun. 1975 | Napoli - Roma 0-2 | 28' Prati, 78' Prati |                                | Coppa Italia     |
| 1975-1976 | 18 ene. 1976 | Napoli - Roma 2-1 | 15' Massa (N), 24' Savoldi (N), 85' Negrisolo (R)                                                                                              |                                | Serie A          |
| 1975-1976 | 2 may. 1976  | Roma - Napoli 0-3 | 10' Sperotto, 42' Savoldi, 63' Savoldi (pen.)                                                                                                  |                                | Serie A          |
| 1976-1977 | 12 dic. 1976 | Napoli - Roma 1-0 | 1' Massa |                                | Serie A          |
| 1976-1977 | 10 abr. 1977 | Roma - Napoli 0-0 | |                                | Serie A          |
| 1977-1978 | 30 oct. 1977 | Napoli - Roma 2-0 | 22' Pin, 80' Savoldi (pen.) |                                | Serie A          |
| 1977-1978 | 5 mar. 1978  | Roma - Napoli 0-0 | |                                | Serie A          |
| 1978-1979 | 15 oct. 1978 | Napoli - Roma 1-0 | 67' Pellegrini |                                | Serie A          |
| 1978-1979 | 11 feb. 1979 | Roma - Napoli 0-0 | |                                | Serie A          |
| 1979-1980 | 7 oct. 1979  | Napoli - Roma 3-0 | 4' Lucido, 6' Damiani, 69' Damiani |                                | Serie A          |
| 1979-1980 | 3 feb. 1980  | Roma - Napoli 0-0 | |                                | Serie A          |
| 1980-1981 | 19 oct. 1980 | Napoli - Roma 4-0 | 24' Romano (pp.), 32' Pellegrini, 56' Di Bartolomei (pp.), 61' Nicolini                                                                        |                                | Serie A          |
| 1980-1981 | 8 mar. 1981  | Roma - Napoli 1-1 | 50' Pruzzo (R), 72' Speggiorin (N) |                                | Serie A          |
| 1981-1982 | 3 ene. 1982  | Napoli - Roma 1-0 | 79' Citterio |                                | Serie A          |
| 1981-1982 | 2 may. 1982  | Roma - Napoli 1-1 | 32' Guidetti (N, pen.), 55' Pruzzo (R, pen.).                                                                                                  |                                | Serie A          |
| 1982-1983 | 10 oct. 1982 | Napoli - Roma 1-3 | 1' Pellegrini (N), 33' Iorio (R), 65' Nela (R), 78' Chierico (R)                                                                               |                                | Serie A          |
| 1982-1983 | 20 feb. 1983 | Roma - Napoli 5-2 | 12' Diaz (N), 30' Nela (R), 43' Ancelotti (R), 48' Di Bartolomei (R), 67' Di Bartolomei (R), 78' Marino (N)                                    |                                | Serie A          |
| 1983-1984 | 30 oct. 1983 | Roma - Napoli 5-1 | 9' Graziani (R), 20' Cerezo (R), 33' Falcao (R), 38' Conti (R), 70' Dal Fiume (N), 80' Conti (R)                                               |                                | Serie A          |
| 1983-1984 | 11 mar. 1984 | Napoli - Roma 1-2 | 15' Graziani (R), 59' Casale (N), 62' Bonetti (R)                                                                                              |                                | Serie A          |
| 1984-1985 | 16 dic. 1984 | Napoli - Roma 1-2 | 20' Falcao (R), 45' Bertoni (N), 31' Marino (N, pp.)                                                                                           |                                | Serie A          |
| 1984-1985 | 28 abr. 1985 | Roma - Napoli 5-2 | 40' Bertoni (N), 42' Dal Fiume (N, pp.) |                                | Serie A          |
| 1985-1986 | 29 sep. 1985 | Napoli - Roma 1-1 | 37' Tovalieri (R), 53' Maradona (N, pen.) |                                | Serie A          |
| 1985-1986 | 26 ene. 1986 | Roma - Napoli 2-0 | 42' Gerolin, 61' Boniek |                                | Serie A          |
| 1986-1987 | 26 oct. 1986 | Roma - Napoli 0-1 | 46' Maradona |                                | Serie A          |
| 1986-1987 | 15 mar. 1987 | Napoli - Roma 0-0 | |                                | Serie A          |
| 1987-1988 | 25 oct. 1987 | Roma - Napoli 1-1 | 46' Pruzzo (R), 67' Francini (N) |                                | Serie A          |
| 1987-1988 | 6 mar. 1988  | Napoli - Roma 1-2 | 21' Giannini (R), 70' Oddi (R), 80' Careca (N)                                                                                                 |                                | Serie A          |
| 1988-1989 | 31 dic. 1988 | Roma - Napoli 1-0 | 87' Völler |                                | Serie A          |
| 1988-1989 | 14 mar. 1989 | Napoli - Roma 1-1 | 58' Careca (N), 74' Völler (R) |                                | Serie A          |
| 1989-1990 | 8 oct. 1989  | Roma - Napoli 1-1 | 10' Corni (R), 54' Maradona (N, pen.) |                                | Serie A          |
| 1989-1990 | 18 feb. 1990 | Napoli - Roma 3-1 | 4' Nela (R), 53' Maradona (N, pen.), 62' Careca (N), 72' Maradona (N, pen.)                                                                    |                                | Serie A          |
| 1990-1991 | 13 ene. 1991 | Napoli - Roma 1-1 | 15' Zola (N), 65' Salsano (R) | Stadio San Paolo               | Serie A          |
| 1990-1991 | 19 may. 1991 | Roma - Napoli 1-1 | 15' Carboni (R), 80' Rizzardi (N) | Stadio Olimpico                | Serie A          |
| 1991-1992 | 29 sep. 1991 | Roma - Napoli 1-0 | 85' Rizzitelli | Stadio Olimpico                | Coppa Italia     |
| 1991-1992 | 17 nov. 1991 | Roma - Napoli 1-1 | 43' Di Mauro (R), 77' Zola (N) | Stadio Olimpico                | Serie A          |
| 1991-1992 | 4 dic. 1991  | Napoli - Roma 3-2 | 18' Rizzitelli (R), 26' Rizzitelli (R), 44' Pusceddu (N), 50' Careca (N), 70' Careca                                                           | Stadio San Paolo               | Coppa Italia     |
| 1991-1992 | 5 abr. 1992  | Napoli - Roma 3-2 | 8' Corradini (N, pp.), 18' Giannini (R), 47' Silenzi (N), 55' Careca (N), 66' Zola (N)                                                         | Stadio San Paolo               | Serie A          |
| 1992-1993 | 25 oct. 1992 | Napoli - Roma 2-1 | 45' Fonseca (N), 46' Careca (N), 57' Benedetti (R)                                                                                             | Stadio San Paolo               | Serie A          |
| 1992-1993 | 27 ene. 1993 | Napoli - Roma 0-0 | | Stadio San Paolo               | Coppa Italia     |
| 1992-1993 | 9 feb. 1993  | Roma - Napoli 2-0 | 10' Carnevale, 70' Häßler | Stadio Olimpico                | Coppa Italia     |
| 1992-1993 | 21 mar. 1993 | Roma - Napoli 1-1 | 58' Häßler (R), 74' Fonseca (N) | Stadio Olimpico                | Serie A          |
| 1993-1994 | 12 sep. 1993 | Roma - Napoli 2-3 | 25' Buso (N), 45' Rizzitelli (R), 51' Di Canio (N), 54' Bonacina (R), 67' Ferrara (N)                                                          | Stadio Olimpico                | Serie A          |
| 1993-1994 | 30 ene. 1994 | Napoli - Roma 1-1 | 58' Balbo (R, pen.), 90' Fonseca (N, pen.) | Stadio San Paolo               | Serie A          |
| 1994-1995 | 6 nov. 1994  | Roma - Napoli 1-1 | 38' Moriero (R), 70' Boghossian (N) | Stadio Olimpico                | Serie A          |
| 1994-1995 | 9 abr. 1995  | Napoli - Roma 0-0 | | Stadio San Paolo               | Serie A          |
| 1995-1996 | 17 dic. 1995 | Napoli - Roma 0-2 | 13' Thern, 70' Delvecchio | Stadio San Paolo               | Serie A          |
| 1995-1996 | 21 abr. 1996 | Roma - Napoli 4-1 | 41' Delvecchio (R), 50' Cruz (N, pp.), 72' Pecchia (N), 81' Delvecchio (R), 85' Delvecchio (R)                                                 | Stadio Olimpico                | Serie A          |
| 1996-1997 | 15 dic. 1996 | Roma - Napoli 1-0 | 78' Aldair | Stadio Olimpico                | Serie A          |
| 1996-1997 | 11 may. 1997 | Napoli - Roma 1-0 | 32' Caccia | Stadio San Paolo               | Serie A          |
| 1997-1998 | 5 oct. 1997  | Roma - Napoli 6-2 | 15' Candela (R), 33' Gautieri (R), 50' Balbo (R), 53' Di Francesco (R), 59' Balbo (R), 71' Altomare (N), 87' Bellucci (N, pen.), 89' Balbo (R) | Stadio Olimpico                | Serie A          |
| 1997-1998 | 22 feb. 1998 | Napoli - Roma 0-2 | 54' Totti, 63' Di Biagio | Stadio San Paolo               | Serie A          |
| 2000-2001 | 28 ene. 2001 | Roma - Napoli 3-0 | 18' Delvecchio, 40' Totti, 84' Batistuta | Stadio Olimpico                | Serie A          |
| 2000-2001 | 10 jun. 2001 | Napoli - Roma 2-2 | 37' Amoruso (N), 42' Batistuta (R), 53' Totti (R), 81' Pecchia (N)                                                                             | Stadio San Paolo               | Serie A          |
| 2003-2004 | 27 ago. 2003 | Napoli - Roma 1-3 | 44' Delvecchio (R), 49' Montella (R), 68' Dellas (R, pp.), 74' Bonomi (N, pp.)                                                                 |                                | Amistoso         |
| 2005-2006 | 8 dic. 2005  | Napoli - Roma 0-3 | 33' Aquilani, 40' Nonda, 82' Okaka | Stadio San Paolo               | Coppa Italia     |
| 2005-2006 | 11 ene. 2006 | Roma - Napoli 2-1 | 39' Aquilani (R), 44' Mancini (R), 91' Amodio (N)                                                                                              | Stadio Olimpico                | Coppa Italia     |
| 2007-2008 | 20 oct. 2007 | Roma - Napoli 4-4 | 2' Lavezzi (N), 30' Totti (R, pen.), 41' Perrotta (R), 46' Hamšík (N), 51' De Rossi (R), 63' Gargano (N), 80' Pizarro (R), 84' Zalayeta (N)    | Stadio Olimpico                | Serie A          |
| 2007-2008 | 9 mar. 2008  | Napoli - Roma 0-2 | 2' Perrotta, 47' Totti (pen.) | Stadio San Paolo               | Serie A          |
| 2008-2009 | 31 ago. 2008 | Roma - Napoli 1-1 | 29' Aquilani (R), 55' Hamšík (N) | Stadio Olimpico                | Serie A          |
| 2008-2009 | 25 ene. 2009 | Napoli - Roma 0-3 | 18' Mexès, 32' Juan, 50' Vučinić | Stadio San Paolo               | Serie A          |
| 2009-2010 | 4 oct. 2009  | Roma - Napoli 2-1 | 25' Lavezzi (N), 37' Totti (R), 63' Totti (R)                                                                                                  | Stadio Olimpico                | Serie A          |
| 2009-2010 | 25 ene. 2010 | Napoli - Roma 2-2 | 59' Baptista (R, pen.), 65' Vučinić (R), 75' Denis (N), 90' Hamšík (N, pen.)                                                                   | Stadio San Paolo               | Serie A          |
| 2010-2011 | 3 oct. 2010  | Napoli - Roma 2-0 | 72' Hamšík, 83' Juan (pp.) | Stadio San Paolo               | Serie A          |
| 2010-2011 | 12 feb. 2011 | Roma - Napoli 0-2 | 50' Cavani (pen.), 83' Cavani | Stadio Olimpico                | Serie A          |
| 2011-2012 | 18 dic. 2011 | Napoli - Roma 1-3 | 3' De Sanctis (N, pp.), 59' Osvaldo (R), 82' Hamšík (N), 89' Cannavaro (N, pp.)                                                                | Stadio San Paolo               | Serie A          |
| 2011-2012 | 29 abr. 2012 | Roma - Napoli 2-2 | 42' Marquinho (R), 48’ Zúñiga (N), 68’ Cavani (N), 88' Simplício (R)                                                                           | Stadio Olimpico                | Serie A          |
| 2012-2013 | 6 ene. 2013  | Napoli - Roma 4-1 | 4' Cavani (N), 48' Cavani (N), 70' Cavani (N), 72' Osvaldo (R), 90' Maggio (N)                                                                 | Stadio San Paolo               | Serie A          |
| 2012-2013 | 19 may. 2013 | Roma - Napoli 2-1 | 47' Marquino (R), 58' Destro (R), 84' Cavani (N)                                                                                               | Stadio Olimpico                | Serie A          |
| 2013-2014 | 18 oct. 2013 | Roma - Napoli 2-0 | 45+4' Pjanić, 71' Pjanić (pen.) | Stadio Olimpico                | Serie A          |
| 2013-2014 | 5 feb. 2014  | Roma - Napoli 3-2 | 13' Gervinho (R), 32' Strootman (R), 47' De Sanctis (R, aut.), 70' Mertens (N), 88' Gervinho (R)                                               | Stadio Olimpico                | Coppa Italia     |
| 2013-2014 | 12 feb. 2014 | Napoli - Roma 3-0 | 33' Callejón, 48' Higuaín, 51' Jorginho | Stadio San Paolo               | Coppa Italia     |
| 2013-2014 | 9 mar. 2014  | Napoli - Roma 1-0 | 81' Callejón | Stadio San Paolo               | Serie A          |
| 2014-2015 | 1 nov. 2014  | Napoli - Roma 2-0 | 3' Higuaín, 85' Callejón | Stadio San Paolo               | Serie A          |
| 2014-2015 | 4 abr. 2015  | Roma - Napoli 1-0 | 25' Pjanić | Stadio Olimpico                | Serie A          |
| 2015-2016 | 13 dic. 2015 | Napoli - Roma 0-0 | | Stadio San Paolo               | Serie A          |
| 2015-2016 | 25 abr. 2016 | Roma - Napoli 1-0 | 89' Nainggolan | Stadio Olimpico                | Serie A          |
| 2016-2017 | 15 oct. 2016 | Napoli - Roma 1-3 | 42' Džeko (R), 54' Džeko (R), 59' Koulibaly (N), 85' Salah (R)                                                                                 | Stadio San Paolo               | Serie A          |
| 2016-2017 | 4 mar. 2017  | Roma - Napoli 1-2 | 26' Mertens (N), 40' Mertens (N), 89' Strootman (R)                                                                                            | Stadio Olimpico                | Serie A          |
| 2017-2018 | 14 oct. 2017 | Roma - Napoli 0-1 | 20' Insigne | Stadio Olimpico                | Serie A          |
| 2017-2018 | 3 mar. 2018  | Napoli - Roma 2-4 | 6' Insigne (N), 7' Ünder (R), 26' Džeko (R), 73' Džeko (R), 92' Mertens (N)                                                                    | Stadio San Paolo               | Serie A          |
| 2018-2019 | 28 oct. 2018 | Napoli - Roma 1-1 | 14' El Shaarawy (R), 90' Mertens (N) | Stadio San Paolo               | Serie A          |
| 2018-2019 | 31 mar. 2019 | Roma - Napoli 1-4 | 2' Milik (N), 45+4' Perotti (R, pen.), 49' Mertens (N), 45' Verdi (N), 81' Younes (N)                                                          | Stadio Olimpico                | Serie A          |
| 2019-2020 | 2 nov. 2019  | Roma - Napoli 2-1 | 19' Veretout (R), 55' Zaniolo (R), 72' Milik (N)                                                                                               | Stadio Olimpico                | Serie A          |
| 2019-2020 | 5 jul. 2020  | Napoli - Roma 2-1 | 55' Callejón (N), 60' Mkhitaryan (R), 82' Insigne (N)                                                                                          | Stadio San Paolo               | Serie A          |
| 2020-2021 | 29 nov. 2020 | Napoli - Roma 4-0 | 30' Insigne (N), 64' Ruiz (N), 81' Mertens (N), 86' Politano (N)                                                                               | Stadio San Paolo               | Serie A          |
| 2020-2021 | 21 mar. 2021 | Roma - Napoli 0-2 | 27', 34' Mertens (N) | Stadio Olimpico                | Serie A          |
| 2021-22   | 24 oct. 2021 | Roma - Napoli 0-0 | | Estadio Olímpico               | Serie A          |
| 2021-22   | 18 abr. 2022 | Napoli - Roma 1-1 | 11' Insigne (N), 90+2' Shaarawy (R) | Estadio Diego Armando Maradona | Serie A          |
| 2022-23   | 23 oct. 2022 | Roma - Napoli 0-1 | 80' Osimhen (N) | Estadio Olímpico               | Serie A          |
| 2022-23   | 29 ene. 2023 | Napoli - Roma 2-1 | 17' Osimhen (N), 75' Shaarawy (R), 86' Simeone (N)                                                                                             | Estadio Diego Armando Maradona | Serie A          |
| 2023-24   | 23 dic. 2023 | Roma - Napoli 2-0 | 76' Pellegrini (R), 90+6' Lukaku (R) | Estadio Olímpico               | Serie A          |
| 2023-24   | 28 abr. 2024 | Napoli - Roma 2-2 | 59' Dybala (R), 64' Olivera (N), 84' Osimhen (N), 88' Abraham (R)                                                                              | Estadio Diego Armando Maradona | Serie A          |
| 2024-25   | 24 nov. 2024 | Napoli - Roma 1-0 | 54' Lukaku (N) | Estadio Diego Armando Maradona | Serie A          |
| 2024-25   | 2 feb. 2025  | Roma - Napoli 1-1 | 29' Spinazzola (N), 92' Angeliño (R) | Estadio Olímpico               | Serie A          |

Actualizado al último partido el 24 de noviembre de 2024.

## Estadísticas

### Estadísticas generales
Actualizado hasta el 24 de noviembre de 2024.
|                            | Partidos | Victorias Roma | Empates | Victorias Napoli | Goles Roma | Goles Napoli |
| -------------------------- | -------- | -------------- | ------- | ---------------- | ---------- | ------------ |
| Serie A                    | 155      | 53             | 53      | 49               | 193        | 177          |
| Divisione Nazionale        | 2        | 1              | 0       | 1                | 3          | 2            |
| Serie mixta A-B Centro-Sur | 2        | 0              | 2       | 0                | 1          | 1            |
| Total liga                 | 159      | 54             | 55      | 50               | 197        | 180          |
| Coppa Italia               | 17       | 11             | 2       | 4                | 26         | 17           |
| Coppa CONI                 | 2        | 1              | 0       | 1                | 4          | 3            |
| Total copa                 | 19       | 12             | 2       | 5                | 31         | 20           |
| Total partidos oficiales   | 178      | 66             | 56      | 55               | 226        | 199          |
| Amistosos                  | 10       | 4              | 3       | 3                | 19         | 13           |
| Total                      | 186      | 70             | 59      | 58               | 245        | 212          |

### Mayores goleadores
| Jugador                  | Equipo      | Liga | Copa | Total partidos oficiales |
| ------------------------ | ----------- | ---- | ---- | ------------------------ |
| Dries Mertens            | Napoli      | 8    | 1    | 9                        |
| Dino da Costa            | Roma        | 7    | 1    | 8                        |
| Francesco Totti          | Roma        | 7    | 0    | 7                        |
| Edinson Cavani           | Napoli      | 7    | 0    | 7                        |
| Careca                   | Napoli      | 5    | 2    | 7                        |
| Amedeo Amadei            | Roma Napoli | 7    | 0    | 7                        |
| José Altafini            | Napoli      | 6    | 0    | 6                        |
| Antonio Vojak            | Napoli      | 6    | 0    | 6                        |
| Marco Delvecchio         | Roma        | 5    | 0    | 5                        |
| Diego Armando Maradona   | Napoli      | 5    | 0    | 5                        |
| Cesare Augusto Fasanelli | Roma        | 3    | 2    | 5                        |
| Marek Hamšík             | Napoli      | 5    | 0    | 5                        |
| Luís Vinício             | Napoli      | 4    | 0    | 4                        |
| Lorenzo Insigne          | Napoli      | 4    | 0    | 4                        |
| Enrique Guaita           | Roma        | 4    | 0    | 4                        |
| Pedro Manfredini         | Roma        | 4    | 0    | 4                        |
| Giuseppe Savoldi         | Napoli      | 4    | 0    | 4                        |
| Emanuele Del Vecchio     | Napoli      | 4    | 0    | 4                        |
| Abel Balbo               | Roma        | 4    | 0    | 4                        |
| Edin Džeko               | Roma        | 4    | 0    | 4                        |
| Ermes Borsetti           | Roma        | 2    | 1    | 3                        |

## Récords
- Victoria de la Roma con mayor diferencia:

Roma-Napoli 8-0 (Serie A 1958-59)
- Empate con más goles:

Roma-Napoli 4-4 (Serie A 2007-08)
- Victoria del Napoli con mayor diferencia:

Napoli-Roma 4-0 (Serie A 1971-1972, Serie A 1980-81, Serie A 2020-21) 
| - Última victoria AS Roma: En la Serie A: 2-0 (23 de diciembre de 2023) En la Coppa Italia: 3-2 (5 de febrero de 2014) - Último empate: En la Serie A: 1-1 (2 de febrero de 2025) En la Coppa Italia: 0-0 (29 de mayo de 1975) - Última victoria SSC Napoli: En la Serie A: 0-1 (23 de octubre de 2022) En la Coppa Italia: 0-1 (1 de mayo de 1962) | - Última victoria SSC Napoli: En la Serie A: 1-0 (24 de noviembre de 2024) En la Coppa Italia: 3-0 (12 de febrero de 2014) - Último empate: En la Serie A: 2-2 (28 de abril de 2024) En la Coppa Italia: 0-0 (27 de enero de 1993) - Última victoria AS Roma: En la Serie A: 2-4 (3 de marzo de 2018) En la Coppa Italia: 0-3 (8 de diciembre de 2005) |